# Pim ter Linde
Pim ter Linde (Hengelo, 20 januari 1941) is een Nederlands voormalig muziekmanager. Hij was manager voor een aantal bekende Nederlandse artiesten.

## Biografie
Ter Linde werkte als luchtmachtfotograaf en trouwde in 1964 met de zangeres Ciska Peters. Hij wisselde van baan en werkte vervolgens voor platenmaatschappijen als Negram en Phonogram.
Ter Linde richtte het artiestenbureau Interlinde op en was manager en plugger voor verschillende bekende Nederlandse artiesten, als onder meer Luv', Vanessa, Lee Towers, Bonnie St. Claire, Don Mercedes, Ron Brandsteder, Ivo Niehe en zijn eigen vrouw. In 1979 werd hij onderscheiden met de Conamus Exportprijs. Hij kreeg deze prijs voor de internationale successen van Luv', samen met de meidengroep zelf, Hans van Hemert en Piet Souer.
Nadat Peters haar zangcarrière in 1985 afsloot, werkten zij samen in Interlinde, en wijzigden deze naam later in Peters & Ter Linde Organization. In 2002 verkochten ze dit bedrijf en in 2007 startten ze samen het organisatiebureau Ciska Peter Events.